# Ruta 36 (Bolivia)

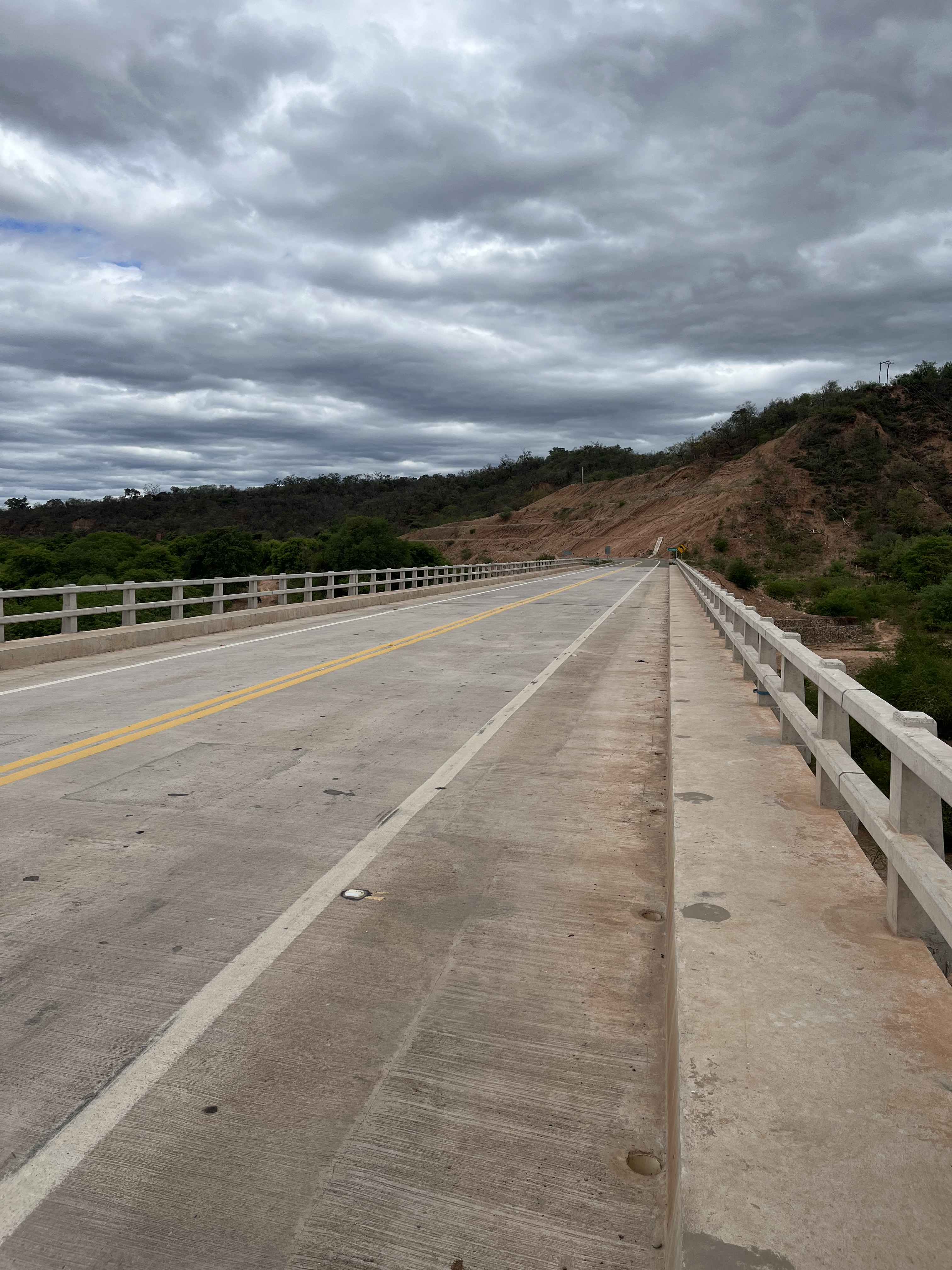
Puente Parapetí, sobre el río homónimo, al sur de San Antonio del Parapetí.

La Ruta 36 es una carretera nacional en las tierras bajas de Bolivia, que corre por 224 km en dirección norte-sur por el Chaco boliviano.

## Historia
La carretera fue declarada como parte de la Red Vial Fundamental de Bolivia mediante la Ley 3216 el 30 de septiembre de 2005. El 2021 se reiniciaron los trabajos de asfaltado de la carretera entre San Isidro del Espino - Charagua - Boyuibe, de 159,39 km, con una inversión de $us 253 millones. Las obras de asfaltado están en parte adjudicadas a la empresa china China Railway Engineering Corporation.

## Recorrido
El camino tiene una longitud de 224 kilómetros y transcurre en la parte sur del país en las tierras bajas del Chaco boliviano frente a las primeras estribaciones de la Cordillera de los Andes de Bolivia.
La Ruta 36 corre de norte a sur en la provincia Cordillera, en la parte sur del departamento de Santa Cruz. El camino comienza en el pueblo de Abapó como un ramal de la Ruta 9 y se dirige en gran parte al sureste de la cadena preandina de la Serranía Charagua a través de los pueblos de San Isidro del Espino y Charagua hasta el pueblo de Boyuibe en la Ruta 9 y la Ruta 6, que continúa en las tierras bajas conducen al sur o al oeste.
La Ruta 36 está pavimentada durante los primeros cuarenta kilómetros hasta San Isidro del Espino, luego caminos de tierra y ripio sin pavimentar por el resto del tramo.

## Localidades

### Departamento de Santa Cruz
- km 0: Empalme de la Ruta 9 en Abapó
- Km 39: San Isidro del Espino
- Km 68: Igmiri
- km 88: Saipurú
- km 97: Tapytá
- km 122: Charagua
- km 130: Machipó
- km 148: Comunidad de San Francisco
- km 153: San Antonio del Parapetí
- km 155: Estación San Antonio de Parapetí
- km 195: Ipitacuape
- km 224: Boyuibe